# Шентянж-над-Шторами
Шентянж-над-Шторами (словен. Šentjanž nad Štorami) — поселення в общині Шторе, Савинський регіон, Словенія. Висота над рівнем моря: 448,1 м.